# Napenay
Napenay é uma cidade da Argentina, localizada na província de Chaco.